# Управление стратегических служб
Управление стратегических служб (англ. Office of Strategic Services, OSS) — первая объединённая разведывательная служба США, созданная во время Второй мировой войны. OSS было сформировано как агентство Объединенного комитета начальников штабов (JCS) для координации шпионской деятельности в тылу врага для всех видов вооруженных сил Соединенных Штатов. На её основе после войны было создано ЦРУ.

## Создание УСС
До создания УСС разведкой в США занимались специальные отделы в различных ведомствах исполнительной власти: государственном департаменте, армии, флоте и казначействе. У них не было единого руководства. Так, например, армия и флот имели отдельные криптоаналитические отделы Signals Intelligence Service и OP-20-G которые не обменивались информацией друг с другом.

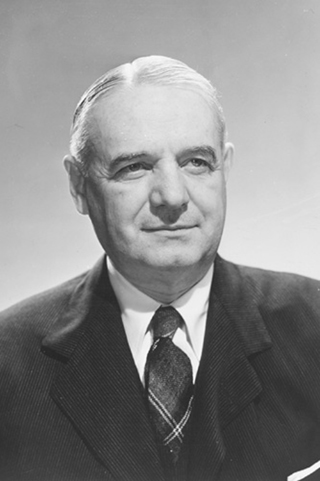
Уильям Дж. Донован, руководитель УСС

Президент Рузвельт был озабочен этими недостатками американской разведки. По предложению Уильяма Стефенсона, представителя британской разведки в западном полушарии, Рузвельт назначил друга Стефенсона, нью-йоркского адвоката Уильяма Донована, ветерана Первой мировой и кавалера Медали почёта, составить план новой разведывательной службы.
УСС было основано в июне 1942 года в составе Комитета начальников штабов для сбора и анализа стратегической информации, необходимой для комитета начальников штабов и для проведения специальных операций в любой точке планеты. Директором картографического отделения Службы был назначен известный американский географ Артур Робинсон.
УСС помогало вооружать, обучать и снабжать участников движения сопротивления в странах, оккупированных немцами и японцами, включая армию Мао Цзэдуна в Китае и Вьетминь во французском Индокитае.

## Преобразование в ЦРУ
Через полтора месяца после окончания войны УСС 20 сентября 1945 года было распущено президентом Гарри Трумэном. УСС было разделено между Министерством обороны США и Государственным департаментом США. Государственному департаменту были переданы отделы исследований и анализа, а военному министерству отделы разведки и контрразведки.
Однако уже в следующем году Трумэн создал Центральную разведывательную группу (Central Intelligence Group, CIG), которая стала прямой предшественницей Центрального разведывательного управления. В 1947 году был принят закон о национальной безопасности, по которому было создано ЦРУ, которое приняло на себя функции УСС.